# الخرشبة (خيران المحرق)

تعديل مصدري - تعديل

الخرشبة هي إحدى قرى عزلة مسروح بمديرية خيران المحرق التابعة لمحافظة حجة، بلغ تعداد سكانها 448 نسمة حسب تعداد اليمن لعام 2004.